# Malena Alterio
Pour les articles homonymes, voir Alterio.
Malena Grisel Alterio Bacaicoa (Buenos Aires, 21 janvier 1974) est une actrice hispano-argentine. 
Son père est l'acteur argentin Héctor Alterio et son frère Ernesto est aussi acteur. 
Durant sa prime enfance, elle s'installe en Espagne et y étudie plus tard l'art dramatique dans l'atelier de Cristina Rota. 
Elle devient très populaire grâce à la série télévisée Aquí no hay quien viva (Antena 3).

## Films
- Perdiendo el Norte (2015)
- 2011 : Cinco metros cuadrados de Max Lemcke : Virginia
- Nacidas para sufrir (2009)... Marta
- Al final del camino (2008)  ... Pilar
- Una palabra tuya, avec Esperanza Pedreño (2008) .... Rosario
- La torre de Suso, réalisé par  Tomás Fernández (2007) .... Marta
- Casual Day (2007) .... Bea
- Días de cine, réalisé par David Serrano (2006) .... Gloria
- Miguel y William (en), réalisé par Inés París (es) (2007) .... Magdalena
- Semen, una historia de amor, réalisé par Inés París et Daniela Fejerman (2005)
- Entre nosotros (2005) .... Patricia
- Las voces de la noche, réalisé par Salvador García Ruiz (2003) .... Julia
- Torremolinos 73, réalisé par Pablo Berger  (2003) .... Vanessa
- Cásate conmigo, Maribel(2002) .... Nini
- El Balancín de Iván (2002) .... Eva
- Mezclar es malísimo(2001) .... Julia
- Hold-up, réalisé par Eva Lesmes (2001) .... Violeta "Pecholata"

## Séries
- La que se avecina (2007) (13 chapitres)..... Cristina Aguilera
- Aquí no hay quien viva (2003-06) (90 chapitres) ..... Belén López Vázquez
- El Comisario (2003) (5 chapitres) ..... Agente Lorena
- Hermanas (1998) (1 chapitre) ..... Isabel

## Théâtre
- Charitys (1996), réalisation collective
- Musicantes (1996), mis en scène par  Daniel Lovecchio
- Náufragos (1997), mis en scène par  María Boto and Jesús Amate
- Lorca al rojo vivo (1998), mis en scène par  Cristina Rota
- La Barraca (1998), mis en scène par  Cristina Rota
- Encierro (1999), mis en scène par  Andrés Lima
- La pastelera (1999), mis en scène par  Malena Alterio
- El obedecedor (2000), mis en scène par  Amparo Valle
- Rulos (2001), mis en scène par Fernando Soto
- Oncle Vania (2008)

## Distinctions

### Prix Goya
| An   | Catégorie                  | Film/Série | Résultat |
| ---- | -------------------------- | ---------- | -------- |
| 2001 | Meilleure nouvelle actrice | El palo    | Nommée   |

### Unión de Actores
| An   | Catégorie                    | Film/Série             | Résultat  |
| ---- | ---------------------------- | ---------------------- | --------- |
| 2003 | Meilleure actrice secondaire | Aquí no hay quien viva | Gaganante |

### Fotogramas de Plata
| An   | Catégorie         | Film/Série             | Résultat |
| ---- | ----------------- | ---------------------- | -------- |
| 2004 | Meilleure actrice | Aquí no hay quien viva | Nommée   |

### Premios ATV
| An   | Catégorie         | Film/Série             | Résultat |
| ---- | ----------------- | ---------------------- | -------- |
| 2004 | Meilleure actrice | Aquí no hay quien viva | Gagnante |

### Festival Internacional de Cine Independiente de Ourense
| An   | Catégorie         | Film/Série          | Résultat |
| ---- | ----------------- | ------------------- | -------- |
| 2002 | Meilleure actrice | El Balancín de Iván | Gagnante |